# 업업걸즈 (갓코카리)
업업걸즈 (갓코카리)(アップアップガールズ（仮）)는 업프런트 크리에이트(업프런트 그룹) 및 YU-M 엔터테인먼트에 소속된 여성 아이돌 그룹이다.
또는 K-POP 커버 댄스 그룹「UFZS」으로서 2020년 12월까지 활동했었다. 자세한 것은 #UFZS를 참고.

## 멤버
(멤버 이미지 컬러 포함)
- 아오야기 유메 (青柳佑芽, 2001년 10월 26일 - ) - 보라

### 전 멤버
- 센고쿠 미나미 (仙石みなみ, 1991년 4월 30일 - ) - 빨강, 초대 리더 - 2017년 9월 15일 졸업.
- 사토 아야노 (佐藤綾乃, 1995년 1월 7일 - ) - 보라 - 2017년 9월 15일 졸업.
- 후루카와 코나츠 (古川小夏, 1992년 6월 5일 - ) - 분홍, 2대 리더, 초대 서브리더 - 2020년 12월 31일 졸업.
- 모리 사키 (森咲樹, 1993년 10월 12일 - ) - 초록, 2대 서브리더 - 2020년 12월 31일 졸업.
- 사호 아카리(佐保明梨, 1995년 6월 8일 - ) - 노랑 - 2020년 12월 31일 졸업.
- 아라이 마나미 (新井愛瞳, 1997년 11월 19일 - ) - 파랑 - 2020년 12월 31일 졸업.
- 쿠도 스미레 (工藤菫, 2001년 1월 15일 - ) - 모카 - 2023년 3월 18일 졸업.
- 스즈키 아유 (鈴木あゆ, 2001년 5월 16일 - ) - 노랑 - 2023년 3월 18일 졸업.
- 세키네 아즈사 (関根梓, 1996년 6월 14일 - ) - 빨강, 3대 리더 - 2023년 12월 30일 졸업.
- 후루야 유리카 (古谷柚里花, 2000년 1월 23일 - ) - 파랑, 4대 리더 - 2025년 5월 6일 졸업.
- 스즈키 메이나 (鈴木芽生菜, 2000년 1월 30일 - ) - 초록, 4대 서브리더 - 2025년 5월 6일 졸업.
- 코야마 세이나 (小山星流, 2001년 6월 2일 - ) - 주황 - 2025년 5월 6일 졸업.
- 스미다 하루카 (住田悠華, 2005년 1월 19일 - ) - 분홍 - 2025년 5월 6일 졸업.

## 활동
2011년
- 3월부터 4월, 업프런트 걸즈(가)가 센고쿠 미나미, 후루카와 코나츠, 모리 사키, 사토 아야노, 세키네 아즈사, 아라이 마나미의 6명에 의해서 결성되었다. 사토를 제외한 멤버는 전원 전 하로프로에그 1기생이다.
- 3월 10일,「업프런트 걸즈(가) 오피셜 블로그 최신 정보」갱신 개시.
- 4월 1일,「업프런트 걸즈(가) 오피셜 블로그」갱신 개시.
- 4월 2일, 레귤러 프로그램「업프런트 걸즈」의 방송이 개시되었다.
- 5월 1일 · 3일, 업프런트 걸즈(가)로서의 첫 공연「업프런트 걸즈(가)」이벤트를 했다.
- 5월 3일, 상기 이벤트의 제4회 공연에 대하고, 4월 18일에 하로프로에그의 연수를 수료한 사호 아카리의 가입이 서프라이즈로 발표되었다.
- 6월 6일, 멤버 칼라 결정 대추첨회에 의해, 각 멤버의 멤버 칼라가 결정되었다.
- 6월 27일, 업프런트 걸즈(가)에서 업업걸즈(가)로 개명되었다.
- 7월 21일 - ,「업업걸즈(가)」레귤러 공연을 실시하고 있다. 맵 극장 공연 중지의 영향을 받아 9월 22일 이후, 에비스 LIVE GATE등의 회장에서 공연을 실시하고 있다.
- 12월 15일, 업업걸즈(가) 명의로의 첫 오리지널 곡이 제작되고 있는 것이 발표되었다.

2012년
- 1월 25일, TV 아사히 동영상의 프로그램「최상 소녀's」의 전달이 개시되었다.
- 2월 12일, 상기 오리지널 곡「Going my ↑」가 댄스의 안무를 붙여 풀로 피로되었다.
- 3월 10일, CD 싱글「Going my ↑」의(가) 버전이 발매되었다.
- 3월 31일, 첫 오리지널 작품인 인디즈 CD 싱글「Going my ↑」가 발매되었다.
- 12월 5일, 음반 레이블을 T-Palette Records에 이적. 이적 후 첫 CD 싱글「チョッパー☆チョッパー/サバイバルガールズ」를 발매되었다. 업업걸즈(가)에서 처음으로 PV를 공개하였다.

2013년
- 10월 1일, 소속사 업프런트 크리에이트로 이적.

2016년
- 4월 24일, 신주쿠 BLAZE에서 열린「업업걸즈(가) 라이브 버스 투어 2016 "The Seven LIVE Alien"」공연에서는 11월 8일에 일본 무도관에서 단독 공연이 발표됐다.
- 11월 8일, 일본 무도관에서 단독 공연「업업걸즈(가) 일본 무도관 초결전 vol.1」를 개최. 공연 중 2기 멤버 오디션의 신 프로젝트 "업업걸즈(2)" 개최와 2015년에 이어 12월 31일에 아이치 다이아몬드 홀에서 송년 카운트다운 라이브「업업걸즈(가) CD/J 16-17 카운트다운 점퍼 2016-2017」개최가 멤버에서 함께 발표되었다[1].

2017년
- 2월 25일, 업업걸즈(2)의 오디션의 합격자가 요시카와 마유, 카지시마 아야, 후쿠무라 리코, 다카하기 치나츠의 4명으로「업업걸즈(가)의 여동생」이 되는 것을 발표되었다[2].
- 4월 28일, 공식 블로그에서 센고쿠 미나미와 사토 아야노의 졸업이 발표되었다[3]. 또한, 졸업 시기는 가을 쯤으로 보인다[4].
- 5월 29일, DDT 프로 레슬링와의 협업에 의한 신 프로젝트, 업업걸즈(프로레스) 오디션 개최를 발표[5].
- 8월 12일, 오디션 합격자는 미우, 라쿠, 히나노, 히카리의 4명을 발표했다[6]. 8월 27일, @JAM EXPO 2017에서 업업걸즈(프로레스)가 라이브 무대 데뷔, 데뷔 곡「アッパーキック!」를 첫 피로했다[7].
- 9월 15일, 센고쿠 미나미와 사토 아야노의 라스트 라이브「업업걸즈(가) 이것이 우리의 살길 ~Way of Our Life~」를 개최.

2020년
- 9월 26일, 그룹이 신체제에 이행하기 위해, 신멤버 오디션을 개최하는 것을 발표[8].
- 10월 23일, 그룹이 신체제에 이행하기 위해, 멤버의 후루카와 코나츠, 모리 사키, 사호 아카리, 아라이 마나미의 4명이 업업걸즈(가)를 졸업하는 것을 발표[9].
- 12월 17일, 신멤버 후루야 유리카, 스즈키 메이나, 쿠도 스미레, 스즈키 아유, 코야마 세이나, 아오야기 유메, 스미다 하루카의 6명이 가입.
- 12월 31일, 후루카와 코나츠, 모리 사키, 사호 아카리, 아라이 마나미의 4명이 업업걸즈(가)를 졸업.

2023년
- 2월 11일, 멤버의 쿠도 스미레, 스즈키 아유의 2명이 3월 18일의 단독 라이브를 기해 업업걸즈(가)를 졸업하는 것을 발표[10].
- 3월 18일, 신주쿠 ReNY에서「업업걸즈(가) Way of Our Life ~쿠도 스미레 졸업 SP~ / ~스즈키 아유 졸업 SP~」의 2 공연을 개최. 이어 25일에는 2명의 라스트 이벤트도 개최되며, 3월 31일부로 쿠도 스미레, 스즈키 아유의 2명이 3월 18일의 단독 라이브를 기해 업업걸즈(가)를 졸업.
- 12월 23일, 세키네 아즈사가 그룹을 졸업하는 것을 발표.
- 12월 30일, 카와사키 CLUB CITTA'에서「업업걸즈(가) 2023 LIVE La la la LAST DANCE」를 개최. 같은 날을 기해, 세키네 아즈사가 졸업. 그룹은 2020년에 가입한 멤버에 의해 5인 체제가 된다.

2024년
- 11월 18일, 업업걸즈 신그룹 오디션을 개최하는 것을 발표[11].

2025년
- 3월 9일, 업업걸즈의 멤버 양성 제도「UP UP NEW AGE 네오아게」의 설립을 발표[12][13].
- 3월 24일, 후루야 유리카, 스즈키 메이나, 코야마 세이나, 스미다 유우카의 그룹 졸업을 발표해, 남는 아오야기 유메에 신멤버를 더한 새로운 체제로 계속해서 활동을 계속해 간다[14].
- 3월 25일, 신체제를 향한 오디션「업업걸즈(가) 신멤버 오디션 2025」를 개시[15].
- 5월 3일, 하라주쿠 RUIDO에서「업업걸즈(가) 14th Anniversary LIVE~It's Up To me 진심으로 사랑을 담아~」를 개최.
- 5월 6일, 5인 체제에서의 라스트 라이브「업업걸즈(가) Anniversary LIVE FOREVER YOUNG~ 각각의 인생이 정답입니다!~」를 도쿄 히코센 시어터에서 개최.
- 7월, 신체제 시동 예정[15].

## 음악

### 싱글
1. Going my ↑ (2012년 3월 31일)
  - 커플링 : お願い魅惑のターゲット (Newアレンジversion)
2. バレバレ I LOVE YOU (2012년 6월 27일)
  - 커플링 : Rainbow
3. アッパーカット!／夕立ち! スルー・ザ・レインボー (2012년 7월 25일)
  - 양 A면 싱글. 커플링 곡은 없음.
4. メチャキュン♡サマー (2012년 8월 29일)
  - 커플링 : サイリウム
5. マーブルヒーロー／なめんな! アシガールズ (2012년 9월 26일)
  - 양 A면 싱글. 커플링 곡은 없음.
6. End Of The Season (2012년 10월 3일)
  - 커플링 : Beautiful Days!
7. UPPER ROCK／イチバンガールズ! (2012년 11월 7일)
  - 양 A면 싱글. 커플링 곡은 없음.
8. チョッパー☆チョッパー／サバイバルガールズ (2012년 12월 5일)
  - 양 A면 싱글. 커플링 곡은 없음.
9. リスペクトーキョー／ストレラ!〜Straight Up!〜 (2013년 2월 20일)
  - 양 A면 싱글. 커플링 곡은 없음.
10. SAKURADRIVE／Dateline (2013년 3월 13일)
  - 양 A면 싱글. 커플링 곡은 없음.
11. Next Stage／あの坂の上まで、(2013년 4월 10일)
  - 양 A면 싱글. 커플링 곡은 없음.
12. 銀河上々物語／Burn the fire!!／ナチュラルボーン・アイドル (2013년 6월 5일)
  - 트리플 사이드 (A면) 싱글. 커플링 곡은 없음.
13. サマービーム!／アップアップタイフーン (2013년 7월 24일)
  - 양 A면 싱글. 커플링 곡은 없음.
14. SAMURAI GIRLS／ワイドルセブン (2013년 9월 4일)
  - 양 A면 싱글. 커플링 곡은 없음.
15. Starry Night／青春ビルドアップ (2013년 10월 30일)
  - 양 A면 싱글. 커플링 곡은 없음.
16. 虹色モザイク／ENJOY!! ENJO(Y)!! (2013년 12월 25일)
  - 양 A면 싱글. 커플링 곡은 없음.
17. （仮）は返すぜ☆be your soul／Party! Party!／ジャンパー! (2014년 4월 9일)
  - 트리플 사이드 (A면) 싱글. 커플링 곡은 없음.
18. 全力! Pump UP!!／このメロディを君と (2014년 7월 1일)
  - 양 A면 싱글. 커플링 곡은 없음.
19. Beautiful Dreamer／全力! Pump Up!! -ULTRA Mix-／イタダキを目指せ! (2014년 11월 4일)
  - 트리플 사이드 (A면) 싱글. 커플링 곡은 없음.
20. パーリーピーポーエイリアン／セブン☆ピース (2016년 4월 5일)
  - 양 A면 (초회생산한정반 · 통상반) / 커플링 : Shout!!!!!!! (초회생산한정반 A만) / 青春の涙 (초회생산한정반 B만) / アッパーレー (통상반만)
21. !!!!!!!!／君という仮説 (2016년 10월 11일)
  - 양 A면 (초회생산한정반 · 통상반) / 커플링 : ランランラン (초회생산한정반만) / Abyssal Drop (초회생산한정반만) / YOLO (통상반 A만) / Future & Past (통상반 B만)
22. アッパーディスコ／FOREVER YOUNG (2017년 5월 9일)
  - 양 A면 (초회생산한정반 · 통상반) / 커플링 : FRASH (통상반 A만) / Show Time (통상반 B만) / アッパーディスコ (アップアップガールズ（2）ver.) (통상반 C만)
    - 센고쿠 미나미 · 사토 아야노 마지막 참가 싱글
23. 上々ド根性／Be a Girl (2017년 11월 28일)
  - 양 A면 (초회생산한정반 · 통상반) / 커플링 : スタートライン (통상반 A만) / イチバンガールズ! 2017 (통상반 B만) / Be a Girl (Dr.Usui remix) (통상반 C만)
24. 愛愛ファイヤー!!／私達 (with friends) (2018년 11월 6일)
  - 양 A면 싱글. 커플링 곡은 없음.
25. アゲノミクス!!／キミロス／阿破乱舞 (2019년 2월 19일)
  - 트리플 A 사이드 (A면) 싱글. 커플링 곡은 없음.
26. Da Dan Dance!／ヒート ビート アイランド／5 to the 5th Power (2019년 6월 25일)
  - 트리플 A 사이드 (A면) 싱글. 커플링 곡은 없음.
27. It’s Up To You／HAPPY NAKED!!／BIG BANG (2019년 12월 10일)
  - 트리플 A 사이드 (A면) 싱글. 커플링 곡은 없음.
    - 후루카와 코나츠 · 모리 사키 · 사호 아카리 · 아라이 마나미 마지막 참가 싱글
28. 一歩目のYES!／宣戦 Brand New World! (2021년 7월 27일)
  - 양 A면 싱글. 커플링 곡은 없음.
    - 후루야 유리카 · 스즈키 메이나 · 쿠도 스미레 · 스즈키 아유 · 코야마 세이나 · 아오야기 유메 · 스미다 하루카 첫 참가 싱글
29. 立ち上がループ／パリガッ／プールサイドモンスター 〜情熱編〜 (2021년 12월 27일)
  - 트리플 A 사이드 (A면) 싱글. 커플링 곡은 없음.

※ 일곱 번째 싱글까지는 업프런트 워크스 레이블에서, 여덟 번째 싱글부터는 T-Palette Records 레이블에서 발매되고 있다.
콜라보레이션
- T-Palette mini All Stars 명의

1. Bad Blood／Hereafter (2013년 8월 21일)
  - 양 A면 싱글. 커플링 곡은 없음.

- 팀 마켄키 (THE 폿시보ｘ업업걸즈(가)ｘ킷카와 유우) 명의

1. 無限、Fly High!! (2014년 9월 17일)
  - 無限、Fly High!!＜アップアップガールズ（仮）Ver.＞수록

### 착신 악곡
1. FOREVER YOUNG 2021ver. (2021년 8월 9일)
2. ソラハレルヤッ!! 2021ver. (2021년 8월 16일)
3. バレバレI LOVE YOU 2021ver. (2021년 8월 23일)
4. アルストロメリア (2021년 12월 27일)
5. Up↑Up↑Up↑ (2022년 1월 15일)
6. 僕らのVoyage (2022년 1월 21일, 선행 착신)
  - 쿠도 스미레 · 스즈키 아유 마지막 참가 싱글
7. Persist to Live (2023년 7월 8일)
8. 正解ですっ! (2023년 11월 24일)
  - 세키네 아즈사 마지막 참가 싱글
9. One ワン わん Love (2024년 7월 8일)
10. ときめき! テキパキ!! ハレルヤサンシャイン!!! (2024년 9월 13일)
11. アッパーカット! 2025ver. (2025년 2월 18일)
12. パーリーピーポーエイリアン 2025ver. (2025년 2월 25일)
13. 阿破乱舞 2025ver. (2025년 3월 4일)
14. 愛愛ファイヤー!! 2025ver. (2025년 3월 11일)

### 앨범
1. ファーストアルバム（仮）(2013년 1월 30일)
2. セカンドアルバム（仮）(2014년 2월 19일)
3. サードアルバム（仮）(2015년 3월 17일)
4. 4thアルバム（仮）(2017년 8월 29일)
5. 5thアルバム（仮）(2018년 6월 19일)
6. 6thアルバム（仮）(2020년 11월 10일)

### 미니 앨범
1. アプガヤバイ (2022년 1월 25일)

### EP
1. Again! (2024년 10월 23일)

### 참가 앨범
1. 戦国鍋TV ミュージック・トゥナイト なんとなく歴史が学べるCD 再出陣!編 (2013년 1월 9일)
  - 「ミスターのお手つきJumpin'」수록 (『時代劇少女 奥カラ』명의)
2. Disney Rocks!!! Girl's Power! (2014년 1월 22일)
  - 「We're All in This Together［High School Musical］」수록

### 영상 작품
1. UP UP GIRLS(가)가 UP FRONT GIRLS(가)였던 무렵의 이벤트가 DVD가 되었습니다! (2011년 8월 10일) - 2011년 5월 1일 · 3일에 행해진 첫 이벤트의 모습이 수록되고 있다.
2. 업업걸즈(가)의 여름의 이벤트의 DVD를 겨울에 발매해 버립니다!! 연말 같은 덤첨부!(가) THE DVD Part.2 (2011년 12월)
3. 업업걸즈(가)가 Going my ↑를 첫 피로한 라이브의 DVD!(가) THE DVD Part.3 (2012년 4월 30일)
4. 업업걸즈(가) 1st LIVE 다이칸야마 결전(가) (2012년 12월 12일)
5. 업업걸즈(가) 2nd LIVE 롯폰기 결전(가) (2013년 4월 3일)
6. 업업걸즈(가) 3rd LIVE 요코하마 BLITZ 결전(가) (2013년 7월 31일)
7. 업업걸즈(가) 대발행각(가) ~Official Bootleg BOX~ (2013년 8월)
8. 업업걸즈(가) THE DVD ~미니 MV집 덤이 붙는다~ (2013년 8월 28일)
9. 업업걸즈(가) 1st 라이브 하우스 투어 업업걸 제2장(가) 개전 (2013년 12월 18일)
10. 업업걸즈(가)1st 전국 투어 업업걸 제2장(가) 진군 ~나카노 선플라자 초결전~ (2014년 9월 30일)
11. 업업걸즈(가) 후지산 산꼭대기 정상 결전(가) THE DVD (2014년 11월 30일)
12. 최상 소녀's Vol.1(가) (2014년 12월 3일)
13. 최상 소녀's Vol.2(가) (2014년 12월 3일)
14. 최상 소녀's Vol.3(가) (2014년 12월 3일)

## 출연

### 라이브
단독
- 「업업걸즈(가)」레귤러 공연 (2011년 7월 21일 ~ , 에비스 LIVE GATE · 맵 극장 외)
- 외국 함선 LIVE in 시오도메!! / 백선 LIVE in 시오도메!! (2011년 8월 10일 · 24일, 시오도메 AX) - 외국 함선 LIVE는 다케나카 나츠미 프로듀스.
  - 8월 10일의 공연은 후루카와 코나츠, 모리 사키를 제외한 5명이 출연.
- 돌아온 외국 함선 LIVE in 시오도메 AX!! (2011년 12월 4일, 시오도메 AX)
- 또 돌아온 외국 함선 LIVE in 시오도메 AX!! (2012년 3월 10일, 시오도메 AX)
  - 이 LIVE의 테마는「봄」이며, 세트 리스트나 의상도 봄을 의식한 것이었다.
- 업업걸즈(가) 1st LIVE 다이칸야마 결전(가) (2012년 9월 2일, 다이칸야마 UNIT)
- 업업걸즈(가) 2nd LIVE 롯폰기 결전(가) (2012년 12월 15일, 라포르 뮤지엄 롯폰기)
- 업업걸즈(가) 3rd LIVE 요코하마 BLITZ 결전(가) (2013년 4월 13일, 요코하마 BLITZ)
- 업업걸즈(가) 1st 라이브 하우스 투어 업업걸 제2장(가) 개전전야 (2013년 8월 13일 ~ 23일, 7개소 7회 공연)
- 업업걸즈(가) 1st 라이브 하우스 투어 업업걸 제2장(가) 개전 (2013년 8월 31일 ~ 9월 16일, 개전전야와 합해 11개소 12회 공연)
- 업업걸즈(가) 업업걸 제2장(가)크리스마스 이브 이브 이브 결전 ~요코하마 아카렌가~ (2013년 12월 22일 요코하마 아카렌가 창고 1호관 3층 홀)
- 업업걸즈(가) 업업걸 제2장(가) 대회일 이브 이브 이브 결전 ~CLUB CITTA'~ (2013년 12월 28일 CLUB CITTA')
- 업업걸즈(가) 업업걸 제2장(가) 2014년 첫 날 결전 ~아카사카 BLITZ~ (2014년 1월 1일, 아카사카 BLITZ)
- 업업걸즈(가) 1st 전국 투어 업업걸 제2장(가)진군 ~나카노를 향해~ (2014년 3월 21일 ~ 5월 25일, 14개 도시 14회 공연)
- 업업걸즈(가) 1st 전국 투어 업업걸 제2장(가) 진군 ~나카노 선플라자 초결전~ (2014년 6월 1일, 나카노 선플라자)
- 업업걸즈(가) 후지산 산꼭대기 정상 결전(가) (2014년 8월 6일 ~ 7일, 후지산 정)
- 업업걸즈(가) 2014 Summer Live Tour Hot! Hot! Hot! (2014년 8월 11일 ~ 28일)
- 업업걸즈(가) 라이브 하우스 투어 2014 하이 스퍼트 킹덤 (2014년 11월 30일 ~ 12월 28일)

합동
- 이렇게도 가까운 것인가!? 2011해의 날주말 (2011년 7월 16일, 오토다마 SEA STUDIO) - 센고쿠 미나미를 제외한 6명이 출연.
- 맵 극장 오픈 기념 공연 3 Days (2일째) (2011년 7월 17일, 맵 극장) - 센고쿠 미나미를 제외한 6명이 출연.
- 제1회「층쿠♂ 페스」(2011년 10월 16일, ESP 뮤지컬 아카데미 본관 B1홀) - 후루카와 코나츠, 사토 아야노, 세키네 아즈사의 3명이 출연.
- Windows Phone Special Lounge 라이브 (2011년 11월 3일, 아카사카 사카스)
- 업업걸즈(가) VS THE 폿시보 (2011년 11월 12일, Shibuya O-WEST)
- 달러 스튜디오 스페셜 Tokyo Idol Carnival ver.1 (2011년 11월 19일, 나카노 선플라자)
- 제2회「층쿠♂ 페스」(2011년 12월 18일, 신쥬쿠 BLAZE) - 센고쿠 미나미를 제외한 6명이 출연.
- 「idol LINE」 LIVE vol.1 (2012년 3월 20일, 록폰기 힐즈 이벤트 스페이스 umu)
- 제2회 아이돌 골목제!! (2012년 4월 8일, SHIBUYA-AX)
- 신 LIVE vol.1 (2012년 4월 14일, 도쿄 시네마 클럽)
- 니코니코 초 아이돌 LIVE ★ 아이돌이 00해 보았다!! (2012년 4월 28일, 마쿠하리 멧세)
- TOKYO IDOL FESTIVAL 2012 (2012년 8월 4일 · 5일, 오다이바 해빈 특설회장)
- 업업걸즈(가) VS THE 폿시보 VS 라이브 2012 (2012년 10월 7일, 신주쿠 BLAZE)
- T-Palette Records 감사제 2012 (2012년 12월 9일, 시나가와 스텔라 공)
- Hello! Project 탄생 15주년 기념 라이브 2013 겨울 ~브라보!~ (2013년 1월 6일, 나카노 선플라자 · 1월 20일, 일본 특수도업 시민회관)[16]
- TOWER RECORDS Presents 업업걸즈(가) 함께 공연을 행각(가) (2013년 2월 24일 ~ 4월 6일, 6회 공연)
- Kawaii POP Fest (2013년 5월 18일 · 19일 MUSIC ZONE (홍콩)) - 첫 일본 국외 공연.
- TOKYO IDOL FESTIVAL 2013 (2013년 7월 27일 · 28일, 도쿄 오다이바 지구)
- ROCK IN JAPAN FESTIVAL 2013 (2013년 8월 3일, 국영 히타치 해빈공원)
- IDOL NATION 2013 (2013년 8월 10일, 국립 요요기 경기장 제1체육관)
- SUMMER SONIC 2013 (2013년 8월 11일, 마쿠하리 멧세)
- 요코하마 BLITZ THE FINAL THE 폿시보×업업걸즈(가) 2맨 라이브 2013「성지 요코하마 BLITZ」(2013년 10월 7일, 요코하마 BLITZ)
- T-Palette Records 감사제  2013 (2013년 12월 15일, 라포레 뮤지엄 롯폰기)
- Hello! Project COUNTDOWN PARTY 2013 ~GOOD BYE & HELLO!~ (2013년 12월 31일 ~ 2014년 1월 1일, 나카노 선플라자)
- THE 폿시보 VS 킷카와 유우 VS 업업걸즈(가) ~킷카와 유우와 폿시폿시걸즈(가)~ (2014년 2월 6일 ~ 3월 8일)
- TOKYO IDOL FESTIVAL 2014 (2014년 8월 2일 · 3일, 도쿄 오바이바 지구)
- ROCK IN JAPAN FESTIVAL 2014 (2014년 8월 9일, 국영 히타치 해빈공원)
- Hello! Project 2014 SUMMER ~YAPPARI!~ (2014년 8월 10일, 일본 특수도업 시민회관)[17]
- Hello! Project 2014 SUMMER ~KOREZO!~ (2014년 8월 29일, 삿포로 시민 홀)[17]
- @JAM EXPO (2014년 8월 31일, 요코하마 아레나)
- T-Palette Records 감사제 2014 (2014년 10월 4일, 마츠시타 IMP 홀 · 2014년 12월 13일, 시나가와 스텔라 공)
- Hello! Project COUNTDOWN PARTY 2014 ~GOOD BYE & HELLO!~ (2014년 12월 31일 ~ 2015년 1월 1일, 오사카 코베)
- Hello! Project 2015 WINTER ~DANCE MODE!~ (2015년 1월 2일 · 4일 · 5일, 나카노 선플라자 · 1월 17일, 일본 특수도업 시민회관)
- Hello! Project 2015 WINTER ~HAPPY EMOTION!~ (2015년 1월 4일, 나카노 선플라자 · 1월 17일, 일본 특수도업 시민회관)

### 이벤트
단독
- 「업프런트 걸즈(가)」이벤트 제1~4회 공연 (2011년 5월 1일·3일, TOKYO FM HALL)
- 「업프런트 걸즈(가)」이벤트 제5~7회 공연 (2011년 6월 11일, TOKYO FM HALL)
- 「업업걸즈(가)」이벤트 제8~10회 공연 (2011년 8월 20일, TOKYO FM HALL)
- 「업업걸즈(가)」이벤트 제11~13회 공연 (2011년 11월 26일, TOKYO FM HALL)
- 업업걸즈(가) 연말 특별 공연 (2011년 12월 31일, TOKYO FM HALL)
- 「업업걸즈(가)」이벤트 제14~16회 공연 (2012년 1월 9일, TOKYO FM HALL)
- 「업업걸즈(가)」이벤트 제17~19회 공연 (2012년 2월 12일, TOKYO FM HALL)
- 「업업걸즈(가)」이벤트 제20~22회 공연 (2012년 3월 31일, TOKYO FM HALL)
- 「업업걸즈(가) ~센고쿠 미나미 생일 스페셜~」이벤트 제23~25회 공연 (2012년 4월 30일, TOKYO FM HALL)
- 「업업걸즈(가) ~사호 아카리 가입 저스트 1주년 기념 SP~」이벤트 제26~28회 공연 (2012년 5월 3일, TOKYO FM HALL)
- 「업업걸즈(가)」이벤트 제29~31회 공연 (2012년 6월 3일, TOKYO FM HALL) - 후루카와 코나츠 생일 스페셜, 사호 아카리 생일 스페셜, 세키네 아즈사 생일 스페셜의 3회 공연.

합동
- 24시간 TV 34「사랑은 지구를 구한다」미니 라이브 (2011년 8월 21일, 이온 몰 하마마츠 시토로) - 후루카와 코나츠, 모리 사키, 사호 아카리, 세키네 아즈사의 4명이 출연.
- 스카르프 D×서쪽 출구 프로레슬링×요미우리 랜드「서쪽 출구 프로레슬링 10주년 기념 대회 ~11년째의 안전 제일~」(2011년 10월 9일, 요미우리 랜드 오픈 씨어터 EAST) - 사토 아야노, 사호 아카리, 세키네 아즈사, 아라이 마나미의 4명이 출연.
- 제22회 시나노의 국악시 라쿠자 ~제국의 가을~ (2011년 10월 23일, 나가노 현 마츠모토 다이라 광역 공원 메아리 돔) - 모리 사키, 사호 아카리, 나가노 현 출신의 세키네 아즈사의 3명이 출연.
- 시모키타 FM「DJ Tomoaki's Radio Show!」공개 생방송 (2011년 12월 8일, SHOT BAR VERTEX)
- 「리얼계 아이돌 도감」슈퍼 유닛 오디션 (2011년 12월 9일, 시부야 WOMB) - LIVE 게스트 출연, 센고쿠 미나미를 제외한 6명이 출연.
- J:COM 스페셜 이벤트 (2012년 3월 17일, 아리오 하시모토) - 센고쿠 미나미, 후루카와 코나츠, 사토 아야노, 세키네 아즈사, 아라이 마나미의 5명이 출연.

### 텔레비전 프로
- 업업걸즈(가) (2011년 4월 2일 ~ , PigooHD)
- 월간 MelodiX!(2011년 5월 28일, TV 도쿄) - 「아이돌 하극상」의 코너에 출연.
- GirlsNews~걸즈 팝 #17 (2011년 8월 16일 등, 엔타! 371 · Pigoo HD) - 맵 극장 오픈 기념 공연의 모양.
- 줌인!! 세터데이 (2011년 9월 10일, 니혼 TV) - 9월 1일에 행해진 맵 극장 레귤러 공연의 모양 등.
- 아키바☆맵 극장 #4 (2011년 11월 17일 등 , 엔타!371·Pigoo HD)

### 인터넷 TV
- 최상 소녀's (2012년 1월 25일 ~ , TV 아사히 동영상)

### WEB
- 업업걸즈(가) 배틀 릴레이 1st season (2011년 6월 9일 ~ 9월 15일, 와니북스＠모바일) - 잡지「UTB」로의 솔로 그라비아 데뷔를 목표로 하는 배틀. 액세스수 1위를 획득한 세키네 아즈사가 동년 11월 24일에 발매된 잡지 「UTB+」vol.5로 솔로 그라비아를 장식했다.
- 업업걸즈(가) 배틀 릴레이 2nd season (2011년 12월 ~ 2012년 2월, 와니북스＠모바일) - 전회 1위가 된 세키네를 제외한 6명에 의한 싸움. 아라이 마나미 안경 아가씨가 되거나 후루카와 코나츠이 벙어리와 태워 여성이 되거 나와「그녀들의 개성을 살린 챌린지 기획」이 되고 있다. 배틀의 결과, 센고쿠 미나미가 1위를 획득했다.

### 애플리케이션
- i촬영 기술 (2012년 4월 6일, TBS)

## 서적

### 잡지 연재
- Top Yell 「업업걸즈(가)가 배워 보았다」(2012년 1월호 ~ , 타케쇼보)
  - 업업걸즈(가)가 톱 아이돌을 목표로 하기 위해서, 매회 강사(게스트)를 불러, 여러 가지 일을 배워 간다고 하는 연재.

## UFZS
UFZS(유에프제트스)는 온나 지신이 프로듀스하는 일본의 K-POP 커버 댄스 그룹. 여성 아이돌 그룹「업업걸즈(가)」로서 활동하고 있다.
하로프로에그의 연수과정을 수료해, 졸업한 멤버 중의 5명으로 2011년 2월 22일에 결성되어 동년 5월 1일에 업프런트 걸즈(가)의 이벤트내에서 스테이지 데뷔를 완수했다. 그 후, 동년 5월 17일에 센고쿠 미나미와 사호 아카리의 2명이 멤버로서 더해져, 이후 7명으로 활동하고 있다.
동년 11월 11일에는, 한국의 일렉트로 K-POP 유닛「TENSI LOVE」와 콜라보레이션 해, K-POP 커버 댄스 이벤트「K☆DANCE LOVERS Vol.2」에 참가했다. 동 이벤트에서는 포미닛, 애프터스쿨의 곡의 커버 댄스를 피로한 것 외, TENSI LOVE보다 제공된 곡「Cake House」,「SHINE」의 퍼포먼스를 피로했다. 또, TENSI LOVE가 UFZS에 오리지널 곡을 제공하는 일도 발표되었다.
2012년 2월 28일, TENSI LOVE에 의해서 작성된 UFZS에 있고 처음으로 되는 오리지널 곡 2곡의 곡명이「Dream Girls」,「My Boy」인 것이 발표되었다. 동년 8월 14일에는, 후루카와가 리더가 되는 것을 발표되었다.
2020년 12월 11일, 마지막의 동영상을 업로드를 했다.

### 특징
그룹명은 소속 사무소의 머리 글자인 「UF」라고, 한국어의 「자신」의 로마자의 머리 글자인 「ZS」를 조합한 것이다.

### 멤버
(멤버 이미지 컬러 포함)
결성 시기 멤버
- 후루카와 코나츠 (古川小夏, 1992년 6월 5일 - ) - 분홍, 초대 서브리더, 2대 리더, 최연장자
- 모리 사키 (森咲樹, 1993년 10월 12일 - ) - 초록, 2대 서브리더
- 사호 아카리 (佐保明梨, 1995년 6월 8일 - ) - 노랑
- 세키네 아즈사 (関根梓, 1996년 6월 14일 - ) - 주황
- 아라이 마나미 (新井愛瞳, 1997년 11월 19일 - ) - 파랑,, 최연소

### 전 멤버
- 센고쿠 미나미 (仙石みなみ, 1991년 4월 30일 - ) - 빨강, 초대 리더
- 사토 아야노 (佐藤綾乃, 1995년 1월 7일 - ) - 보라

### 출연

#### 이벤트
- 「업프런트 걸즈(가)」이벤트 제1~4회 공연 (2011년 5월 1일 · 3일, TOKYO FM HALL) - 곡목은 포미닛의「Hot Issue」.
- Kpop 중독제 Vol.7 ~1주년이야 축제야!~(2011년 6월 5일, club axxcis SHINJUKU)
- Shibuya K-POP DANCE Fes 2011 "DREAM ON! Vol.3" (2011년 8월 23일, Shibuya O-EAST)
- Kpop 중독제 Vol.8 (2011년 9월 10일, club axxcis SHINJUKU) - 모리 사키와 센고쿠 미나미를 제외한 5명이 출연. 곡목은 포미닛의 「HUH」.
- K☆DANCE LOVERS Vol.2 (2011년 11월 11일, K-POP 레스토랑「토모야」)
- Kpop 중독제 Vol.10 ~대망년회 SPECIAL!!!~ (2011년 12월 3일, club axxcis SHINJUKU)
- K-POP COVER DANCE FES "DREAM ON! Vol.4 EAST ROUND" (2012년 1월 5일, Shibuya O-EAST)
- K-POP COVER DANCE FES "DREAM ON! Vol.5 EAST ROUND" (2012년 3월 28일, Shibuya O-EAST)

#### 텔레비전 프로
- MADE IN BS JAPAN (2011년 8월 5일, BS 재팬) - 곡목은 포미닛의「Hot Issue」, 애프터스쿨의 「Bang!」.
- MADE IN BS JAPAN 아시아 빈틈 (2011년 11월 14일, BS 재팬) - TENSI LOVE와 함께 출연. 곡목은 SHINE와 Cake House.

## UP UP NEW AGE 네오아게
2025년 3월 9일에 설립이 발표해, 업업걸즈의 멤버 양성 제도. 네오아게의 멤버를 브라이츠라고 칭하며, 일정한 양성 기간을 거쳐 각 그룹에 소속, 혹은 새로운 그룹을 결성하게 된다.

### 브라이츠
- MINA (2001년 6월 16일 - ) - 2025년 5월 6일, 업업걸즈(가)에 가입.
- AYAKA (2001년 8월 17일 - )
- MARIN (2001년 10월 20일 - ) - 2025년 5월 6일, 업업걸즈(가)에 가입.
- RURINA (2004년 8월 5일 - )
- IROHA (2004년 12월 31일 - )

## 같이 보기
- 하로프로 연수생 (구.하로프로에그)
- 갓타스 브릴리언티스 H.P.
- 팀 마켄키
- 업업걸즈 (2)
- 업업걸즈 (프로레스)